# سولاسید ایر
سولاسید ایر (به انگلیسی: Solaseed Air) یک شرکت هواپیمایی با کد یاتا 6J است که در ۲۰۰۲ میلادی تأسیس شده‌است. دفتر مرکزی سولاسید ایر در فرودگاه مییازاکی، میازاکی، ژاپن واقع شده‌است و به ۸ مقصد، پرواز انجام می‌دهد.